# Itea
Itea (en griego: Ιτέα que significa «sauce») es una ciudad y un antiguo municipio en la parte sureste de Fócide, Grecia. Desde 2011, las reformas del gobierno local convirtieron a Itea en una unidad municipal del municipio de Delfos . 

## División administrativa
La unidad municipal de Itea está formada por las comunidades de Itea, Kirra y Tritaia.

## Geografía
Itea está situada en la costa norte del golfo de Itea que lleva su nombre, una prolongación hacia el norte del golfo de Corinto. Itea está a 2 km al oeste de Kirra, 8 km al suroeste de Delfos, 11 km al sur de Ámfisa y 52 km al este de Naupacto. La carretera nacional griega 48 conecta Itea con Naupacto, Delfos y Livadea, la carretera nacional griega 27 con Ámfisa y Lamía. La comunidad de Itea tiene una superficie de 6,305 km² , mientras que la unidad municipal cubre un área de 26,351 km². 

## Población histórica
| Año  | Población de la ciudad | Población del municipio |
| ---- | ---------------------- | ----------------------- |
| 1981 | 4.438                  | -                       |
| 1991 | 4,303                  | 5.592                   |
| 2001 | 4.627                  | 5.943                   |
| 2011 | 4,362                  | 5.888                   |
| 2021 | 4.546                  | 6.050                   |

## Galería

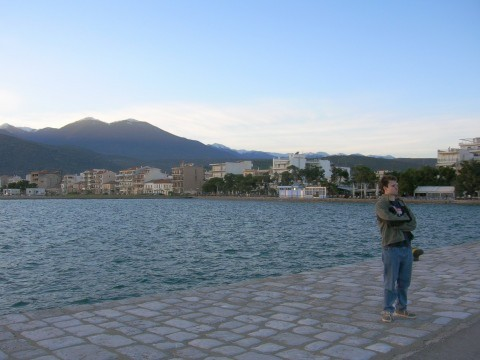
La ciudad de Itea en marzo de 2006 vista desde uno de sus muelles.
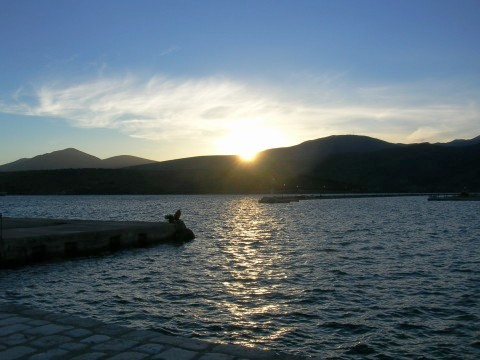
Puesta de sol desde un muelle en Itea.

## enlaces externos
- Itea-Parnaso-Delfos

- Datos: Q1240074
- Multimedia: Itea, Phocis / Q1240074